# وزارة العدل في الإمبراطورية الروسية

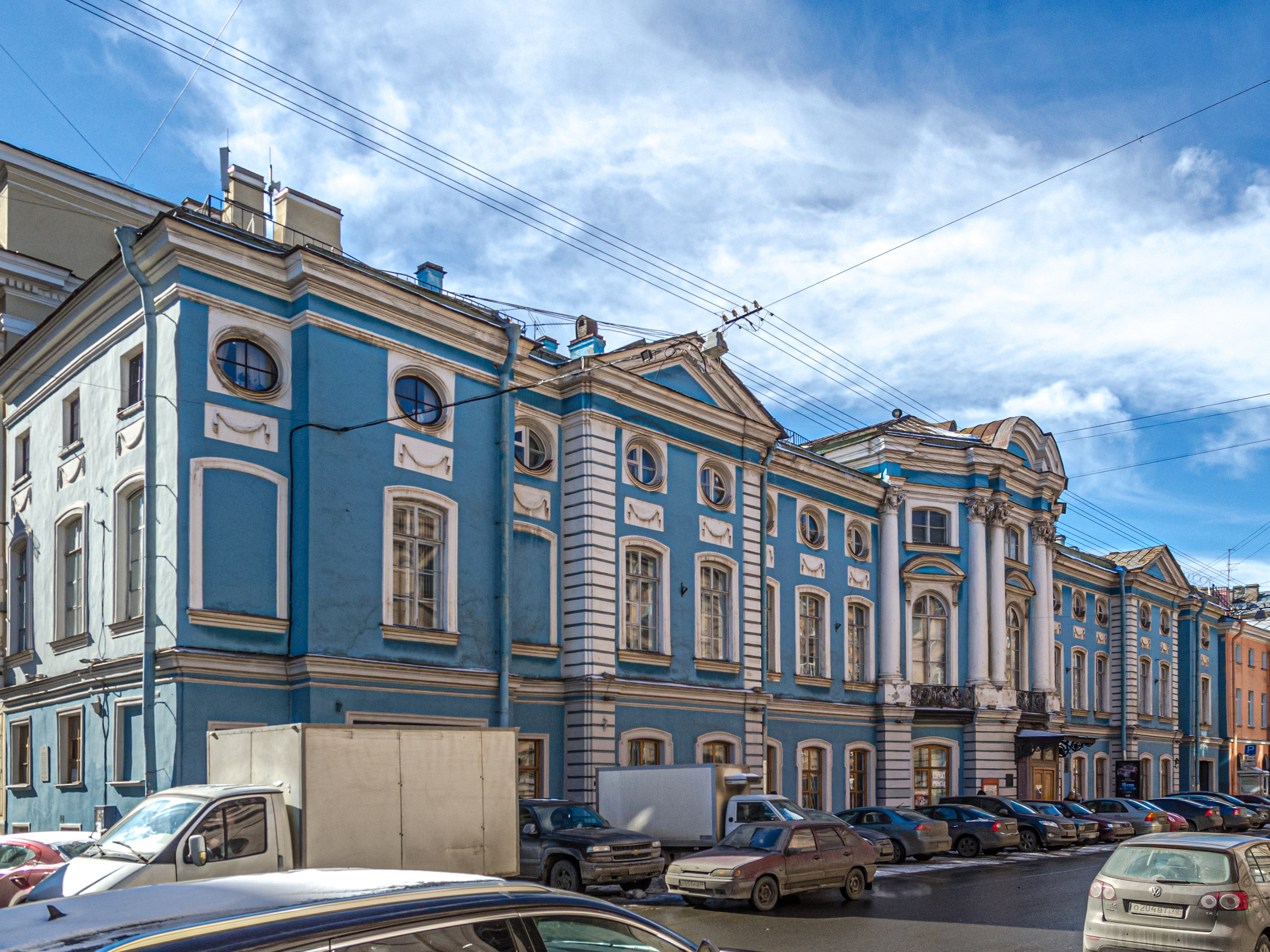

وزارة العدل هي واحدة المؤسسات العامة المركزية في الإمبراطورية الروسية.
أنشئت في 8 أيلول 1802. كان يرأسها وزير (وهو في الوقت نفسه المدعي العام في مجلس الشيوخ )

## التركيب
- هناك مجلس للتشاور في القضايا المرفوعة من قبل مجلس الشيوخ وزير العدل والمدعي العام.
- القطاع الأول
- القطاع الثاني
- مكتب الدراسات الاستقصائية ومعهد المسح. (منذ 1870)
- كلية القانون الامبراطورية.
- محفوظات موسكو في وزارة العدل.
- مجلس شؤون السجون ورئيس مكتب السجون. (منذ عام 1895 ، نقل من وزارة الداخلية)

## انظر ايضا
- وزارة عدل الاتحاد الروسي